# Dariusz Białkowski
Dariusz Białkowski, född den 16 juli 1970 i Białogard, Polen, är en polsk kanotist.
Han tog OS-brons på K-2 1000 meter i samband med de olympiska kanottävlingarna 1992 i Barcelona.
Han tog OS-brons på K-4 1000 meter i samband med de olympiska kanottävlingarna 2000 i Sydney.